# Foday Sankoh

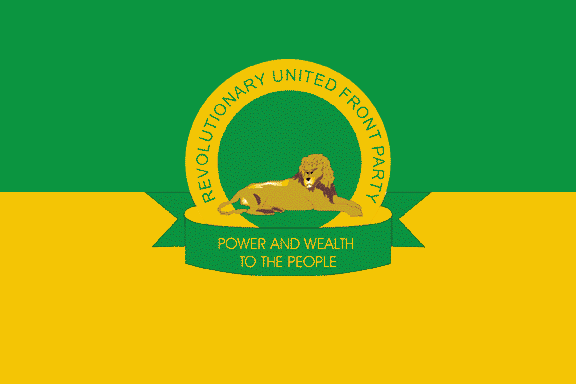
Flagge der späteren Partei RUF

Foday Saybana Sankoh (* 17. Oktober 1937 in Masang, Sierra Leone; † 29. Juli 2003 in Freetown) war der Anführer der Revolutionary United Front (RUF) aus Sierra Leone. Während des von ihm veranlassten Bürgerkriegs in Sierra Leone und dem Kampf gegen Soldaten der Regierung starben nach Schätzungen bis zu 200.000 Menschen. Bevor er vom Sondergerichtshof für Sierra Leone für seine Taten verurteilt werden konnte, verstarb er infolge eines Schlaganfalls. Sankoh ist in seinem Heimatdorf Masang im Distrikt Tonkolili beigesetzt.
Sankoh war kurzzeitig vom 26. Mai 1997 bis 12. Februar 1998 sowie von 1999 bis 2000 Vizepräsident von Sierra Leone.

## Leben

### Frühe Jahre
Foday Sankoh wurde am 17. Oktober 1937 in der Stadt Masang Mayoso in Sierra Leone geboren. Im Jahr 1956 trat er der Britischen Kolonialarmee bei und schaffte es dort bis zum Korporal. Im Jahr 1971 wurde er aus dem Dienst entlassen und für seine Beteiligung an einem Putschversuch Siaka Stevens zu sieben Jahren Haft verurteilt. Jedoch verschärfte sich von nun an die Gewalt und Korruption in der Politik Sierra Leones, und die politische Opposition blockierte immer stärker. Nach seiner Entlassung arbeitete er vorerst als Fotograf und spezialisierte sich auf Hochzeitsfotos, anschließend arbeitete er noch als Kameramann für das Fernsehen. Foday Sankoh ging darauf nach Libyen, um sich dort zusammen mit weiteren Exil-Westafrikanern in einem Guerillacamp ausbilden zu lassen. Auf der Reise zurück nach Sierra Leone, die ihn durch Liberia führte, lernte er seinen späteren Mentor und Finanzier Charles Taylor kennen, der später, nachdem er Sankoh zuvor im Bürgerkrieg unterstützt hatte, Präsident Liberias wurde.

### Bürgerkrieg
Mit Unterstützung Taylors und zwei weiteren Verbündeten, Abu Kanu und Rashid Mansaray, kehrte er aus Liberia zurück nach Sierra Leone, um dort 1991 die Revolutionary United Front (RUF) zu gründen. Diese Gruppe machte es sich zur Aufgabe, die politische Macht über Sierra Leone und die Kontrolle über die Diamantenminen zu erringen, um durch den Schmuggel sogenannter Blutdiamanten an Geld zu kommen. Zum Erreichen dieser Ziele schreckten sie vor nichts zurück. Die Bevölkerung wurde terrorisiert, um den Widerstand so gering wie möglich zu halten. Menschen wurden entweder getötet, verstümmelt oder zum Arbeiten in den Minen verschleppt, zahlreiche Kinder wurden als Soldaten zwangsrekrutiert, Frauen und junge Mädchen vergewaltigt. Diese Aktionen erfolgten auf seinen Befehl oder wurden zumindest von ihm autorisiert. Nachdem er die Operation Pay Yourself befohlen hatte – ein Überfall auf Dörfer, bei dem die Soldaten den Befehl hatten, jeden ausnahmslos zu töten –, kritisierten seine Verbündeten Kanu und Mansaray die brutale Vorgehensweise, worauf Sankoh sie hinrichten ließ.

### Inhaftierung
Im März 1997 floh Sankoh vor Regierungstruppen nach Nigeria, wo er allerdings gefangen und nach Sierra Leone überstellt wurde. Im Oktober 1998 wurde er vom Obersten Gericht wegen Hochverrats zum Tode verurteilt, im nächsten Jahr allerdings wegen des Friedensabkommens von Lomé vom 7. Juli 1999, welches den Kampf zwischen Rebellen und Regierungstruppen einstellte, amnestiert. Während seiner Abwesenheit wurde die RUF von Sam Bockarie geführt. Nach seiner Freilassung wurde der Vertrag gebrochen und der bewaffnete Kampf fortgesetzt, wie auch schon 1997 der Friedensvertrag von Abidjan nicht eingehalten worden war. Am 17. Mai 2000 wurden Spezialkommandos aus Großbritannien und Guinea eingesetzt, die die Rebellentruppen ausschalteten. Sankoh wurde kurz darauf außerhalb der sierra-leonischen Hauptstadt Freetown gefangen genommen und einem Gericht überstellt. Die Nachricht über seine Festnahme führte zu spontanen Straßenfesten in Freetown. Bis zum endgültigen Ende des Krieges 2002 wurden insgesamt schätzungsweise zwischen 50.000 und 200.000 Menschen getötet.

### Verurteilung
Von britischen Soldaten festgenommen, wurde Sankoh vor dem eigens eingerichteten Sondergerichtshof für Sierra Leone in siebzehn Fällen als Kriegsverbrecher und der begangenen Verbrechen gegen die Menschlichkeit angeklagt. Laut der Anklage war er für die Verbrechen verantwortlich, da er sie entweder geplant, angeregt oder befohlen hatte. Außerdem wurde er als Vorgesetzter beschuldigt, der von begangenen Taten wusste und sie trotzdem nicht verhindert hatte. Vor einer Verurteilung erlitt er während der Haft einen Schlaganfall. Er starb am 29. Juli 2003 daran im Choithrams Hospital in Freetown. Der zuständige Chefankläger bedauerte danach, dass Sankoh ein friedliches Ende gehabt hatte, was er so vielen zuvor verweigert hatte („has been granted the peaceful end that he denied so many others.“).